# Anenii Noi
Anenii Noi ist eine Stadt in der Republik Moldau. Sie befindet sich circa 36 Kilometer südöstlich von der Hauptstadt Chișinău am Fluss Bîc, einem Nebenfluss des Dnister. Die Stadt ist Hauptort des gleichnamigen Rajon Anenii Noi.

## Geschichte
Am 27. Juni 1731 wurde an der Stelle des heutigen Anenii Noi ein Dorf unter dem Namen Pașcani pe Bîc das erste Mal urkundlich erwähnt. Am 27. April 1833 wurde festgestellt, dass derselbe Ort unter dem Namen Anina Pașcani zum Besitz des Grafen Stuart gehörte, der Russland einen Treueeid geleistet hatte. 1856 wurde das Dorf an den türkischen Kaufmann Hussein Bey verpachtet, dem Teile des Dorfs gehörten. Der Weiler Anenirămîn wurde nach der Vertreibung der Tataren aus Bessarabien verlassen und zerstört.
Das Dorf wurde 1883 durch den Zuzug von Bauern aus den Nachbarorten, die hier Ackerbau und Viehzucht betrieben, wiederbelebt. 1889 kauften deutsche Siedler aus dem Gouvernement Mykolajiw 1750 Dessjatinen Land und ließen sich in Țînțăreni nieder.
Bei der Volkszählung 1910 bestanden zwei Dörfer auf dem Gebiet der Gemeinde: das von deutschen Siedlern bewohnte Nicolaevca Nouă (Neu-Nikolajewka) und das russische Nicolaevca Veche, die beide eine Kirche und eine Schule hatten. Die Russen, die weniger Land als die Deutschen besaßen, arbeiteten beim Bau der deutschen Häuser in  Nicolaevca Nouă und gingen zusammen mit den Moldauern in Bulboaca zur Kirche. Am 1. Januar 1926, als Bessarabien zum Königreich Rumänien gehörte, wurde Nicolaevca Nouă in Anenii Noi umbenannt, Nicolaevca Veche hieß von da an Anenii Veche. 1940 wurden die Bessarabiendeutschen mit 106 Haushalten im Rahmen der Heim ins Reich – Politik des Nationalsozialismus ins damalige Deutsche Reich umgesiedelt. Sie ließen 120 Häuser und 1715 Hektar Ackerland zurück.
1965 erhielt Anenii Noi Stadtrecht, 1969 hatte es 6500 Einwohner. Der Bevölkerungszuwachs beruhte auf dem Aufbau einer industriellen Infrastruktur und auf der Eingemeindung der Nachbarorte Albinița, Ruseni und Beriozchi, die am 1. Juli 1998 rückgängig gemacht wurde.

## Sport
Der FC Codru Anenii Noi, der auch unter dem Namen FC Codru Chișinău antrat, ist einer der erfolgreichsten moldauischen Frauenfußballvereine. Er stellte mit der späteren rumänischen Nationalspielerin Gabriela Enache die Torschützenkönigin des ersten UEFA Women’s Cup 2001/02 und nahm von da an bis 2005/2006 an allen Runden der UEFA Women’s Champions League teil.

## Einwohner
- 1973: 6100
- 2009: 8403[5]

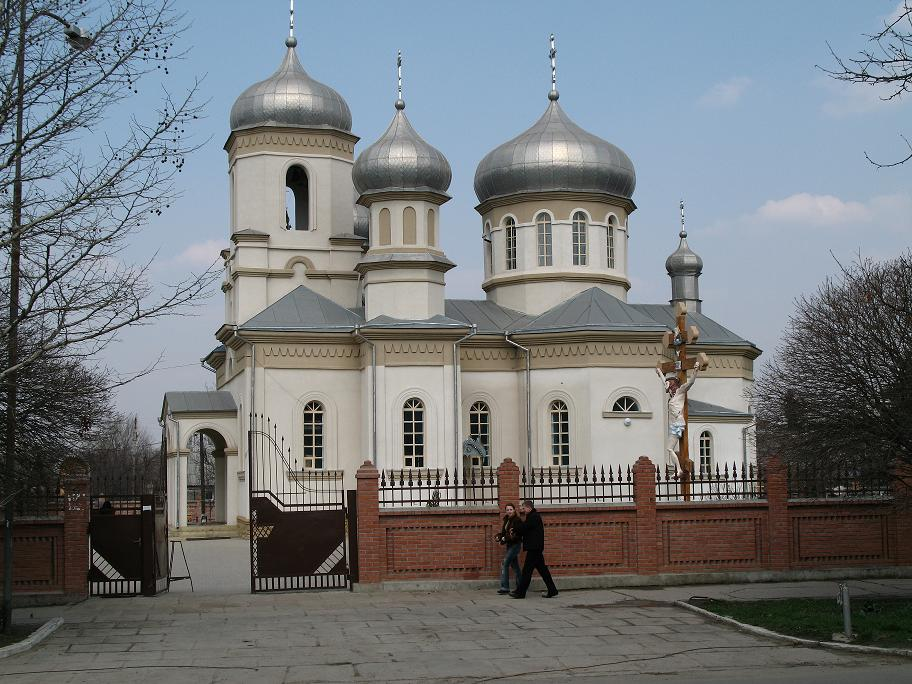
Kirche St. Dumitru
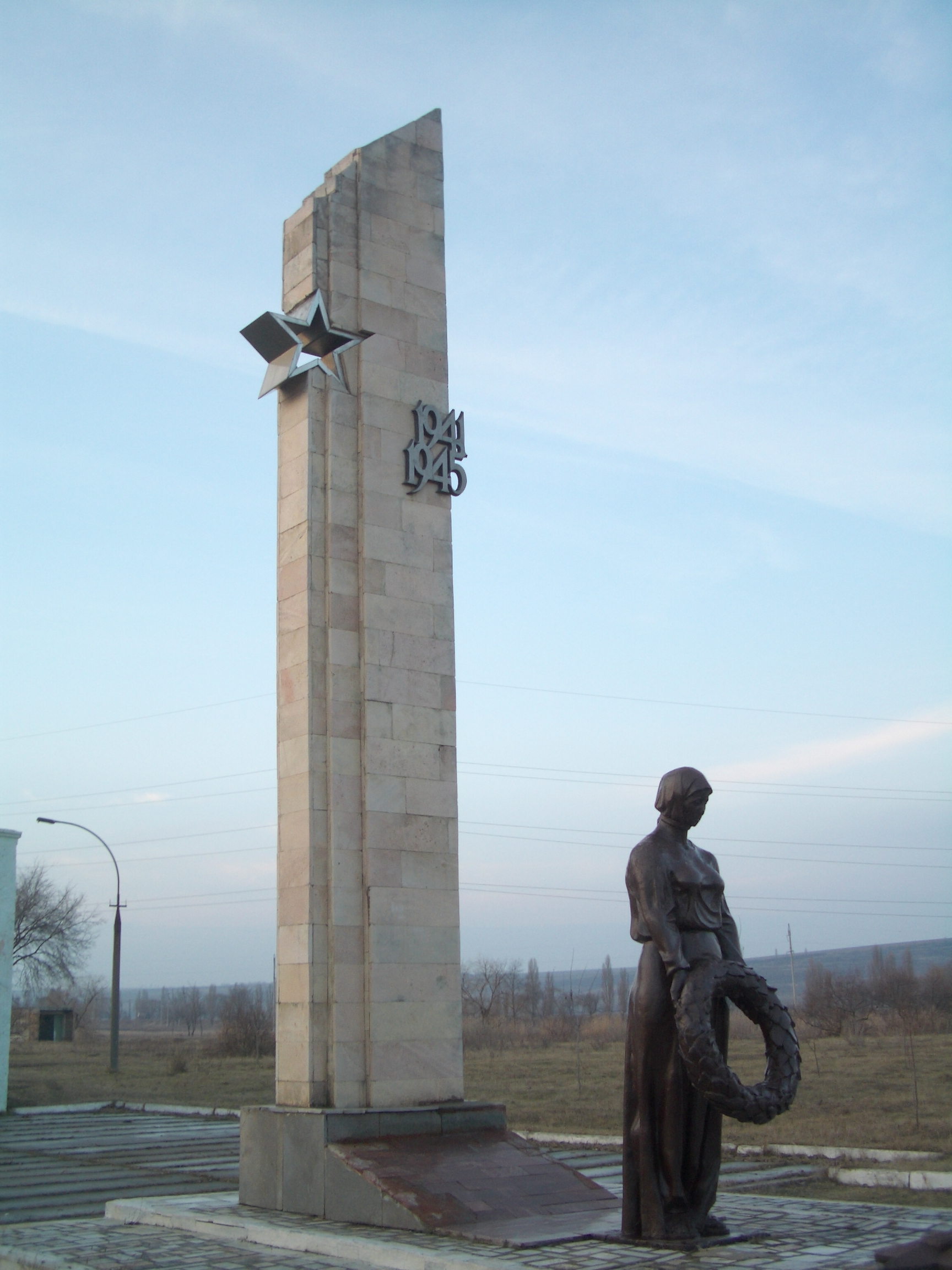
Mahnmal
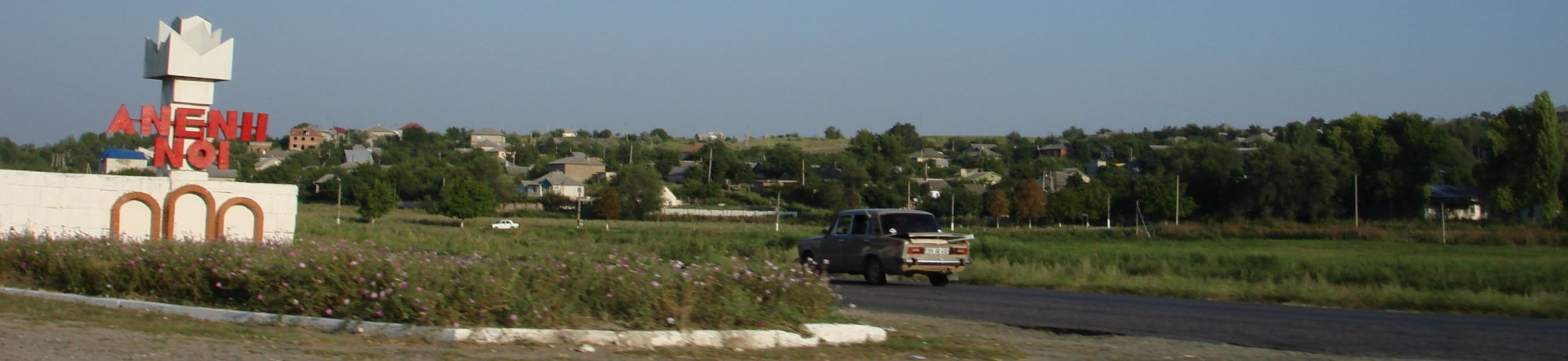
Ortseingang
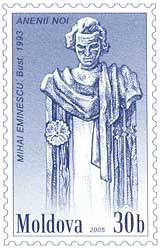
Mihai Eminescu (Briefmarke)

## Partnerstädte
- Korosten, Ukraine
- Babrujsk, Belarus